# Ulster Volkswagen Classic
De Ulster Volkswagen Classic was een jaarlijks golftoernooi voor vrouwen in Noord-Ierland, dat deel uitmaakte van de Ladies European Tour. Het toernooi werd opgericht in 1984 en vond tot de laatste editie, in 1987, telkens plaats op de Belvoir Park Golf Club in de hoofdstad Belfast.

## Winnaressen
| Jaar                                | Golfbaan                 | Locatie                  | Winnares                 |
| State Express Tournament            | State Express Tournament | State Express Tournament | State Express Tournament |
| ----------------------------------- | ------------------------ | ------------------------ | ------------------------ |
| 1979                                | Royal Portrush Golf Club | Portrush                 | Catherine Panton         |
| Hitachi Double Glazing Championship |                          |                          |                          |
| 1980                                | Royal Portrush Golf Club | Portrush                 | Muriel Thomson           |
| Smirnoff Ullster Open               |                          |                          |                          |
| 1981                                | Royal Portrush Golf Club | Portrush                 | Sarah Le Veque           |
| 1982                                | Royal Portrush Golf Club | Portrush                 | Catherine Panton         |
| 1983                                | Geen toernooi            | Geen toernooi            | Geen toernooi            |
| Ulster Volkswagen Classic           |                          |                          |                          |
| 1984                                | Belvoir Park Golf Club   | Belfast                  | Peggy Conley             |
| 1985                                | Belvoir Park Golf Club   | Belfast                  | Dale Reid                |
| 1986                                | Belvoir Park Golf Club   | Belfast                  | Beverly Huke             |
| Ulster Volkswagen Open              |                          |                          |                          |
| 1987                                | Belvoir Park Golf Club   | Belfast                  | Dale Reid                |